# کریق
کریق روستایی است که در استان اردبیل، شهرستان اردبیل، بخش هیر، دهستان هیر نزدیک روستای یایچی قرار دارد. 
این روستا در شمال کشور واقع شده و شامل مکان های گردشگری و تفریحی متنوع می باشد باغ های این روستا پر از میوه جات و پوشش گیاهی بسیار زیبایی را دارا است 
و البته مردمان خون گرم ومهربان این روستا یه ۲ ده بالا و پایین تقسیم میشود که جمعیت ده پایین بیشتر و بومی تر از اهالی ده بالا  هستند 
کریق دارای زمین های کشاورزی حاصلخیز بوده البته به علت کمبود اب و خشکسالی وسد سازی غیر استاندارد در کریق باعث خشک شدن چشمه ها و چاه های عمیق شده است 
این روستا بیش از ۲۰ چاه عمیق دارد که فقط ۴ عدد از انها فعالیت خود را ادامه میدهند رومانی، لیلان ، له،بنز نام مستعار این چاه ها هستند این روستا دارای آبشار زیبا است که در طول سال به دلیل قطع آب توسط روستای بالا غیر فعال میشود 
دارای تعداد زیادی سوپر مارکت و دو مکانیکی و تعدادی رود و دره است 
البته روستا پتانسیل بسیار بالایی را دارد 
و دارای ورزشکارن متعدد است که حتی یک سالن ورزشی هم ندارند 
و دارای ۲ مدرسه ابتدایی و راهنمایی است و فاقد مدارس برای دوره دوم متوسطه است

## جمعیّت
بر اساس سرشماری سال ۱۳۸۵ جمعیّت این روستا ۱۷۵۶ نفر با ۳۱۰ خانوار بوده‌است. در این روستا مردمان اهل تسنن در کنار مردمان اهل تشیع به خوبی و برادرانه با همدیگر زندگی می کنند.   
شغل اصلی مردمان این روستا کشاورزی و دامپروری است. زنان این روستا پا به پای مردان خود کار می کنند.
این روستا پتانسیل های زیادی برای سرمایه گذاری دارد. زمین های زراعی حاصل خیز و نزدیکی به شهر اردبیل به عنوان مرکز استان اردبیل ، از جمله مزیت های این روستا بشمار می رود.
دفاع مقدس
این روستا 3شهید در راه دفاع از انقلاب و خاک ایران اسلامی تقدیم کرده است
سیاست
شورای اسلامی این روستا 3نماینده دارد که به مدت4سال انتخاب می شوند. به برکت نظام اسلامی این روستا از نعمت خانه ی دهیاری هم برخوردار است.
هم اکنون آقای نصیر بختیاری دهیار محترم روستای کریق است .
بهداشت
در این روستا در سال 1381 خانه ی بهداشت احداث شده است که به مردم این روستا خدمت می کنند. یک پزشک و یک پرستار دارد.
عزاداری
در روستای کریق فولادلو چهار مسجد و یک حسینیه وجود دارد  که یکی از مساجد این روستا  بنام مسجد محمد رسول الله (ص) برای اهل تسنن و مابقی برای اهل تشیع می باشد. هرساله همزمان با ایام سوگواری حضرت ابا عبدالله (ع) در این روستا دستجات عزاداری برپا می شود و برادران اهل تشیع درکنار برادران اهل تسنن به عزاداری می پردازند.
پیج انستاگرام کریق @keriq_az